# Stereomerus diadelus
Stereomerus diadelus är en skalbaggsart som beskrevs av Martins och Maria Helena M. Galileo 1994. Stereomerus diadelus ingår i släktet Stereomerus och familjen långhorningar.
Artens utbredningsområde är Venezuela. Inga underarter finns listade i Catalogue of Life.